# 舒艾伯·沃尔特斯
舒艾伯·沃尔特斯（Shu-Aib Walters，1981年12月26日—）是一名南非足球运动员，目前效力南非足球超级联赛的馬利特史堡聯。